# Catherine Mégret
Pour les articles homonymes, voir Mégret.
Catherine Mégret, née Rascovschi le 16 mars 1958 à Paris, est une femme politique française.
Elle est maire de Vitrolles de 1997 à 2002, puis membre du conseil national du Mouvement national républicain (MNR). Elle est l'épouse de Bruno Mégret, fondateur et président du MNR.

## Biographie

### Origines
Catherine Rascovschi est la fille d'un médecin rhumatologue immigré juif d'origine russe,. Élève de l'institution Blanche-de-Castille, elle étudie ensuite l'anglais à l'université Paris-Diderot et la psychologie à l'université Paris-Descartes.

### Vie privée
Chargée de publicité à la revue Régate internationale, elle rencontre Bruno Mégret en 1990 et leur mariage a lieu le 11 septembre 1992. Ils ont deux enfants :  Audoin en 1994 et Bertille en 1998.

### Maire de Vitrolles
En 1995, Bruno Mégret, qui ne réussit pas à remporter la mairie de Vitrolles, obtient l'annulation du scrutin qu'il estime entaché de graves irrégularités. Il a dans le même temps été rendu inéligible pour avoir dépassé le plafond autorisé des dépenses de campagne. Catherine Mégret se porte alors elle-même candidate, sous l'étiquette Front national. La liste qu'elle conduit l'emporte le 9 février 1997 avec 52,48 % des voix, ce qui lui permet d'être élue maire quelques jours plus tard. Cette victoire est d'autant plus importante qu'elle intervient à l'issue d'un face-à-face au deuxième tour. Le message est clair : sous la direction de Bruno Mégret, le Front national peut engranger plus de 50 % des votes.
Cité en qualité d'ex-conseiller et ex-membre du cabinet du maire de Toulon Jean-Marie Le Chevallier, le journaliste Jean-Pierre Thiollet est d'avis qu'en 1998, le couple que Catherine Mégret forme avec son mari peut être considéré, politiquement parlant, comme le « pendant exact » du couple Cendrine et Jean-Marie Le Chevallier.
La municipalité fait murer l'entrée de la salle du café-concert le Sous-marin, considérée comme un symbole de la lutte contre les époux Mégret et à laquelle ils ont supprimé les subventions municipales. Elle licencie la directrice du cinéma les Lumières pour avoir programmé les courts-métrages de Philippe Faucon parlant de l’homosexualité : « Si on tolère ça, on tolère la pédophilie », indique son adjointe à la culture.
Réélue en 2001, Catherine Mégret voit son élection annulée par une décision de justice à la suite de la diffusion d'un tract diffamatoire visant Christian Rossi, candidat de la droite parlementaire,. La même année, elle est condamnée, avec Hubert Fayard, adjoint à la mairie de Vitrolles, à trois mois de prison avec sursis, 100 000 francs d'amende et deux ans d'inéligibilité à la suite des poursuites engagées pour discrimination et incitation à la discrimination après sa décision d'attribuer une prime de 5 000 francs aux enfants nés français de parents européens. La sanction est toutefois suspendue car la maire s'est pourvue en cassation,. Finalement, en janvier 2003, la cour de cassation confirme la peine de 3 mois de prison avec sursis, 100 000 F d’amende et deux ans d’inéligibilité pour avoir commis le délit de discrimination.
Aux élections municipales partielles de 2002, Catherine Mégret est défaite, sa liste obtenant 45,95 % des suffrages contre 54,05 % pour le candidat socialiste Guy Obino. Elle dénonce une élection « qui n'avait pas lieu d'être » : « C'était une magouille politicienne. […] Les Vitrollais m'avaient réélue ». Au terme de son mandat, la ville est au bord de la banqueroute, des équipements publics « totalement délabrés ». La Cour des comptes pointe également des « pratiques budgétaires douteuses ». Bruno Gollnisch, à l’époque no 2 du FN, affirme que « dans tous les domaines, les Mégret, c’est un bilan d’échec ».

### Après Vitrolles
Catherine Mégret a été condamnée par la cour d'appel d'Aix-en-Provence pour détournement de fonds publics dans l'affaire dite des timbres-poste de Vitrolles. Il lui est reproché d'avoir adressé sur les fonds de la commune plusieurs milliers de lettres appelant à parrainer la candidature de son époux pour l'élection présidentielle de 2002. Le coût de cette malversation a été estimé à 74 600 euros. Elle a fait valoir qu'il s'agissait d'une erreur au demeurant immédiatement rectifiée, puisque le trésorier de la campagne de Bruno Mégret aurait remboursé à la commune le coût de ces envois. Elle a néanmoins été condamnée à 35 000 euros d'amende et de frais divers ainsi qu'à huit mois de prison avec sursis.
Le 17 avril 2008, considérant que Catherine Mégret a déclaré, le 10 mai 2007, le nom de son mandataire financier, le Conseil constitutionnel décide qu'il n'y a pas lieu de la déclarer inéligible dans le cadre de sa candidature aux élections législatives de 2007 dans la première circonscription de Seine-et-Marne, où elle avait obtenu 0,63 % des suffrages sous son nom de jeune fille.

## Ouvrages
- V comme Vitrolles : histoire d'une victoire, Saint-Cloud, Éditions nationales, coll. « Idées en poche », 1997, 119 p. (ISBN 2-909178-34-X, BNF 37174868).
- Participation à l'ouvrage collectif Vers la société multiraciste (sous la dir. de Jean-Jacques Matringhem et Philippe Randa), éditions Dualpha, 2003, 289 p. (ISBN 2912476747)